# Свети Атанасий (Галатин)
„Свети Атанасий“ е православна църква във врачанското село Галатин, част от Врачанската епархия на Българската православна църква.

## История
Църквата е построена през 1884 година, от тревненските майстори Генчо Ганчев и Кънчо Денчев.
Стенописите в нея са изписани от дебърския майстор Велко Илиев в същата година, заедно с Мирон Илиев, Григор Петров, Мелетий Божинов и Саве Попбожинов. Иконите не са подписани.